# Phygadeuon pugnator
Phygadeuon pugnator là một loài tò vò trong họ Ichneumonidae.